# Rainer Hackstock

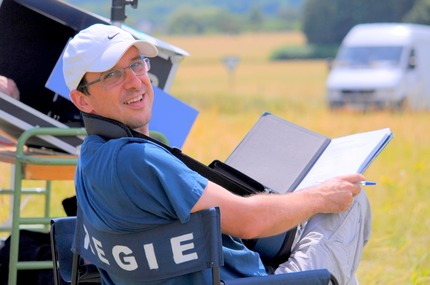
Rainer Hackstock, 2012

Rainer Hackstock (* 12. März 1965 in Wien) ist ein österreichischer Fernsehregisseur und Drehbuchautor.

## Leben
Rainer Hackstock schloss 1990 die Wiener Filmakademie mit Auszeichnung ab (Fachrichtung Produktion und Kamera). 1992 folgte der Master Of Arts (TV und Film) an der Regent University in Virginia Beach, USA, wo sich sein Schwerpunkt auf Regie und Drehbuch verlagerte. Nach zahlreichen Fernseh-Drehbüchern (z. B. Kommissar, Rex, Schnell Ermittelt, Rosenheim-Cops, Die Lottosieger, Copstories) hat sich der Fokus seiner Arbeit mehr auf die Regie verlagert. Neben Image- und Werbefilmen war Rainer Hackstock bis 2020 mit 25 gedrehten Folgen einer der Stammregisseure von SOKO Kitzbühel. Seit 2021 gehört Rainer Hackstock zu den Stammregisseuren des ZDF Quotendauerbrenners Aktenzeichen XY ungelöst.
Rainer Hackstock ist verheiratet und hat zwei Söhne.

### TV-Regie
- 2023 Aktenzeichen XY ungelöst (vss 15 Folgen)
- 2022 Aktenzeichen XY ungelöst (9 Folgen)
- 2021 Aktenzeichen XY ungelöst (5 Folgen)
- 2020 SOKO Kitzbühel (4 Folgen)
- 2019 SOKO Kitzbühel (4 Folgen)
- 2018 SOKO Kitzbühel (4 Folgen)
- 2017 SOKO Kitzbühel (4 Folgen)
- 2016 SOKO Kitzbühel (3 Folgen)
- 2015 SOKO Kitzbühel (3 Folgen)
- 2014 SOKO Kitzbühel (3 Folgen)
- 2010–2012: Der Schlunz – Die Serie (Kinderserie, 10 Folgen)
- 2006: Tom Turbo (Kinderserie, 25 Folgen)
- 2001: Mahlzeit die Fernsehshow (Comedyformat, 10 Folgen)

### TV Drehbuch
- 2015: Cop Stories (Krimi 1 Folge)
- 2010–2012: Der Schlunz – Die Serie (Kinderserie, 10 Folgen)
- 2009–2011: Die Lottosieger (Comedyformat, 9 Folgen)
- 2009: Schnell ermittelt (Krimiserie, 2 Folgen)
- 2004–2006: Schlosshotel Orth (Unterhaltungsserie, 3 Folgen)
- 2001: Kommissar Rex (Krimiserie, eine Folge)

## Auszeichnung
Neben zahlreichen Preisen für Imagefilme, gewann er im Dezember 2011 mit der vierten Folge von Der Schlunz – Die Serie, die auf der Kinderbuchreihe des Autors Harry Voß beruht, den Filmpreis „David“. Die Folge Lukas haut ab erhielt diesen Preis in der Kategorie „Kinder- und Jugendfilm“. Die Jury aus Fachleuten öffentlich-rechtlicher und privater Fernsehsender begründete dies unter anderem mit der „hervorragenden Regiearbeit“.